# 澎湖景福祠
澎湖景福祠，奉祀土地公（福德正神），舊稱下街土地公，或南土地公，創建年份可推估為光緒13年（1887年）前。

## 沿革
景福祠位於今澎湖天后宮東南側、馬公市中央街與惠安路交會處；據傳清季時該處有條連結海濱的水溝，舢舨能經此航行，西抵澎湖水仙宮前的渡頭街，北循可至四眼井汲水。
景福祠確切創建年代不詳；從祠內「介爾景福」匾額落款為「光緒丁亥年」推測，景福祠在光緒13年之前便已存在。
景福祠前身為「下街土地公」，乃相對中央街末端另外一間「頂街土地公」而得名。「頂街土地公」因光緒11年（1885年）澎湖之役，法國將領孤拔率領軍艦砲轟媽宮（馬公市舊稱）、兼之台州、廣東兵勇趁亂洗劫媽宮街坊，廟身遭兵燹之禍毀壞，戰後亦無重建。
民國37年（1948年），景福祠改建成二層樓式建築、民國71年（1882年）天后宮前道路擴寬，景福祠有三分之一的廟地被徵收，只得拆除重建，翌年改建成佔地不足三坪大的土地公祠，廟務並由澎湖水仙宮、昔日臺廈郊會館鄉紳的後代吳明錚兼管迄今。鄰近文石店的老闆娘在民國71年（1982年）景福祠改建之前，土地公曾顯靈託夢予人在新竹市工作老闆娘，表示廳堂漏水請求老闆娘幫忙，老闆娘即刻趕回澎湖，參予土地公景福祠重新起建的事業。
民國102年（2013年）台南市安南區「新宅濟福寺」落成，主祀觀音佛祖與保生大帝，而前殿「景德祠」的土地公則係由澎湖景德祠分靈而出。

## 文物

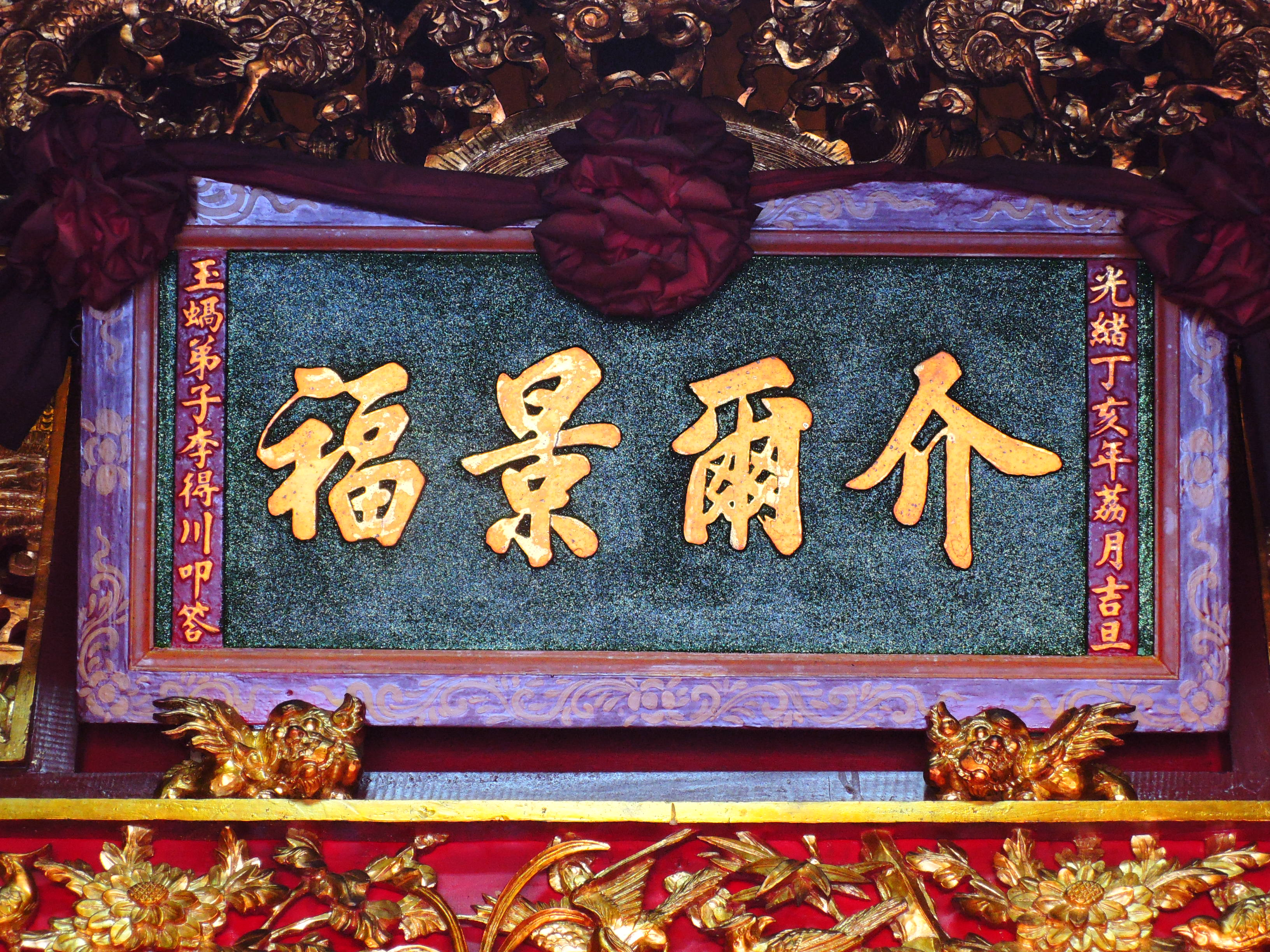
介爾景福匾

「介爾景福」匾：上款，光緒丁亥年（1887年）荔月吉旦、下款，玉蝸弟子李得川叩答。
介爾二字來自佛教用語。介，弱、小之義；爾，係助辭。形容至微至小，即謂現前剎那之一念心。另外，《康熙字典》對蝸的解釋，蝸：又【韻會】公蛙切，音騧。與媧通。【禮．明堂位】女蝸之笙簧。此蝸字是否代表女媧？台灣民間傳言女媧乃九天玄女或是九天玄女分身，然道教的九天玄女為人頭鳥身，女媧為人首蛇身，又有所不同。其次，元始天尊又稱玉清元始天尊，是道教至高無上的神明三清之一。「玉媧」若非地名，「玉媧弟子」解為玉清元始天尊與女媧弟子，李得川此人極可能是一名道士或與寺廟相關之人物。
 — Penghu.Info｜澎湖知識服務平台

## 活動
每年農曆二月初二即土地公聖誕，當地人俗稱「土地公生」；澎湖馬公市區的景福祠自民國92年（2003年）開始，也開辦信眾擲筊求乞「發財金」的活動，吸引大批信眾共襄盛舉，蔚為地方美談。
2019年己亥年國曆三月二日，景福祠循例舉辦「發財金」活動，廟方不僅準備70萬元供信徒乞求發財金，還將此活動延長至七日，同時供應湯圓及壽麵，讓信眾「吃平安」。

## 圖輯

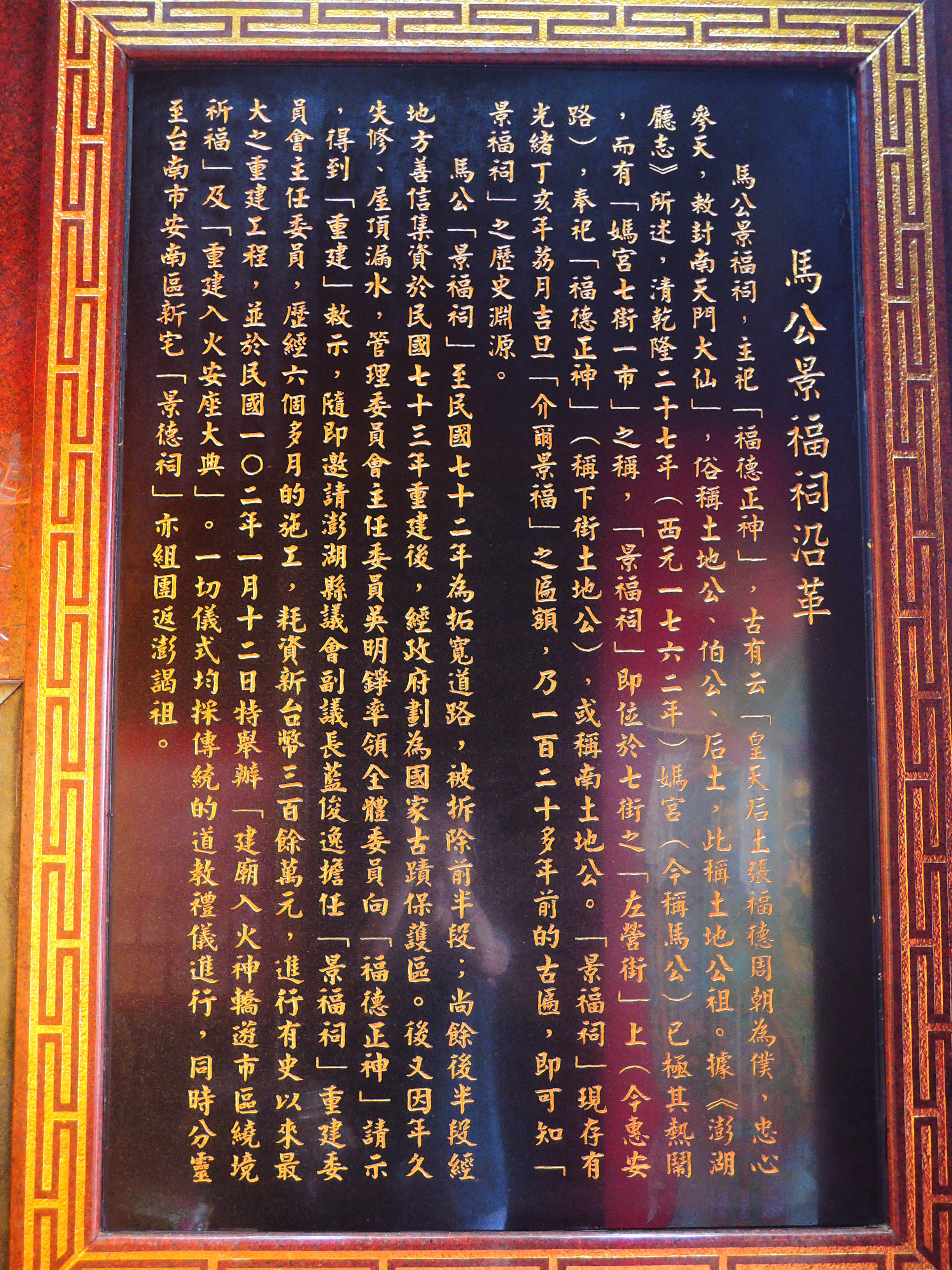
馬公景福祠沿革碑文
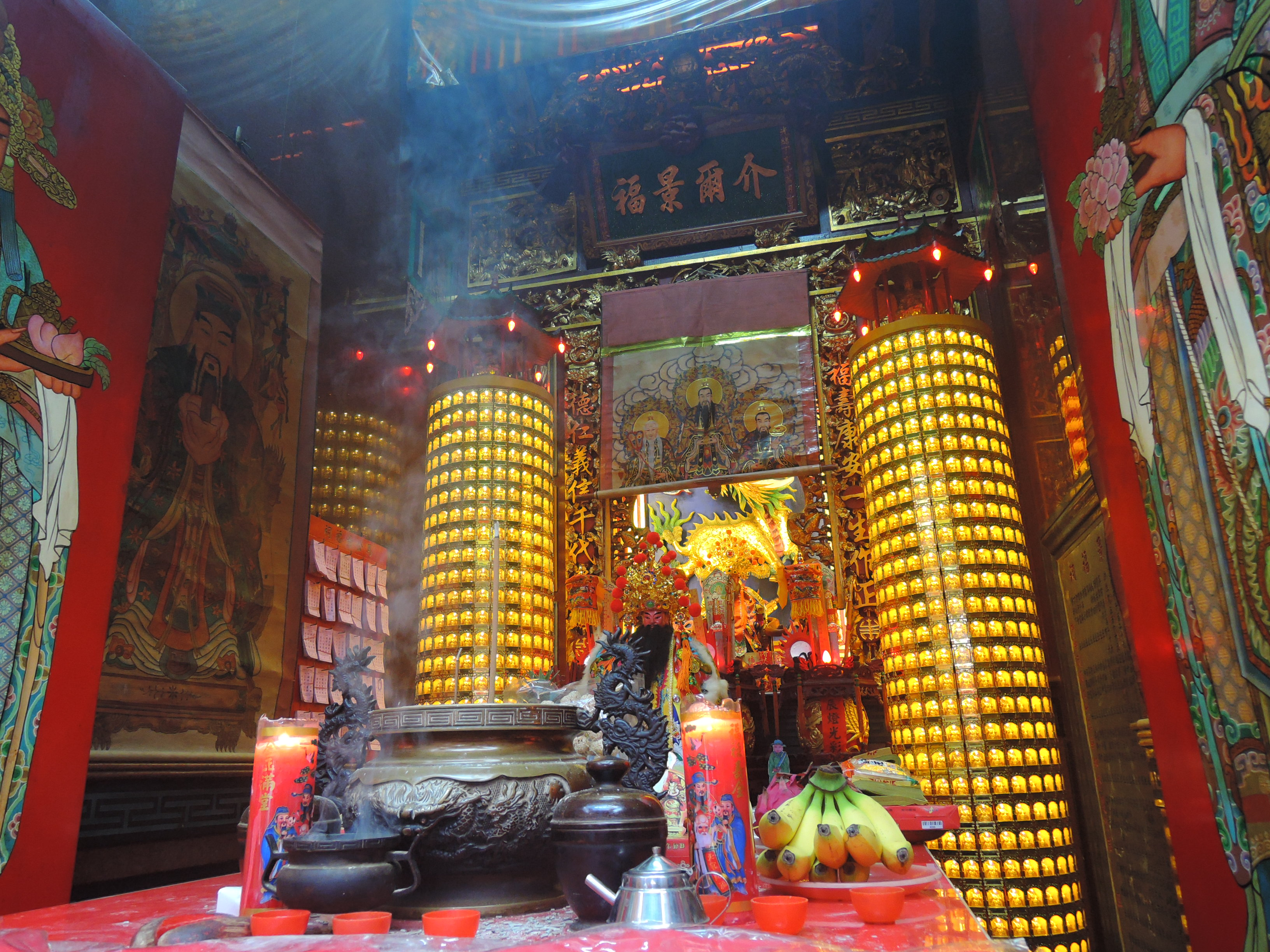
香爐
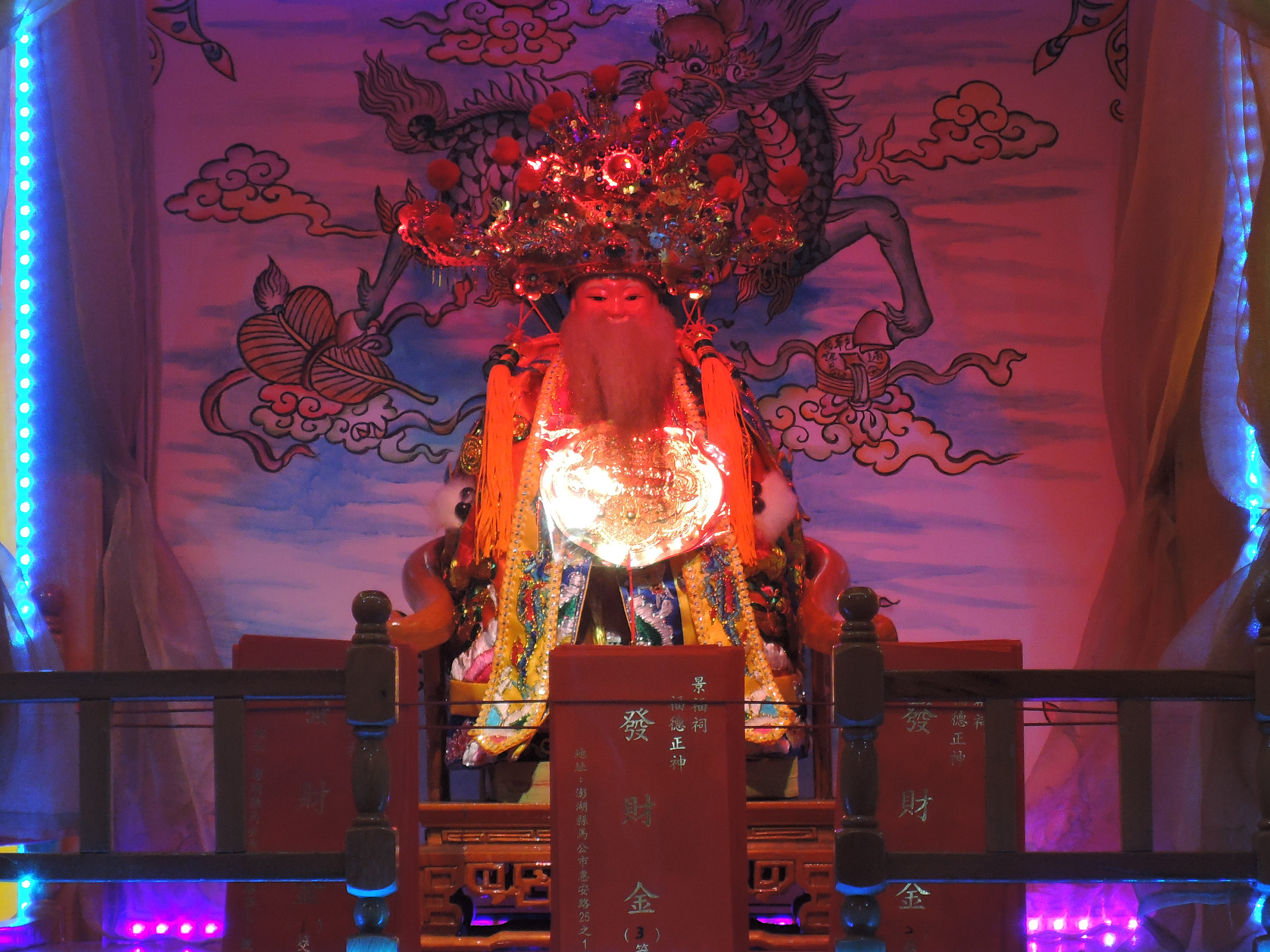
土地公像
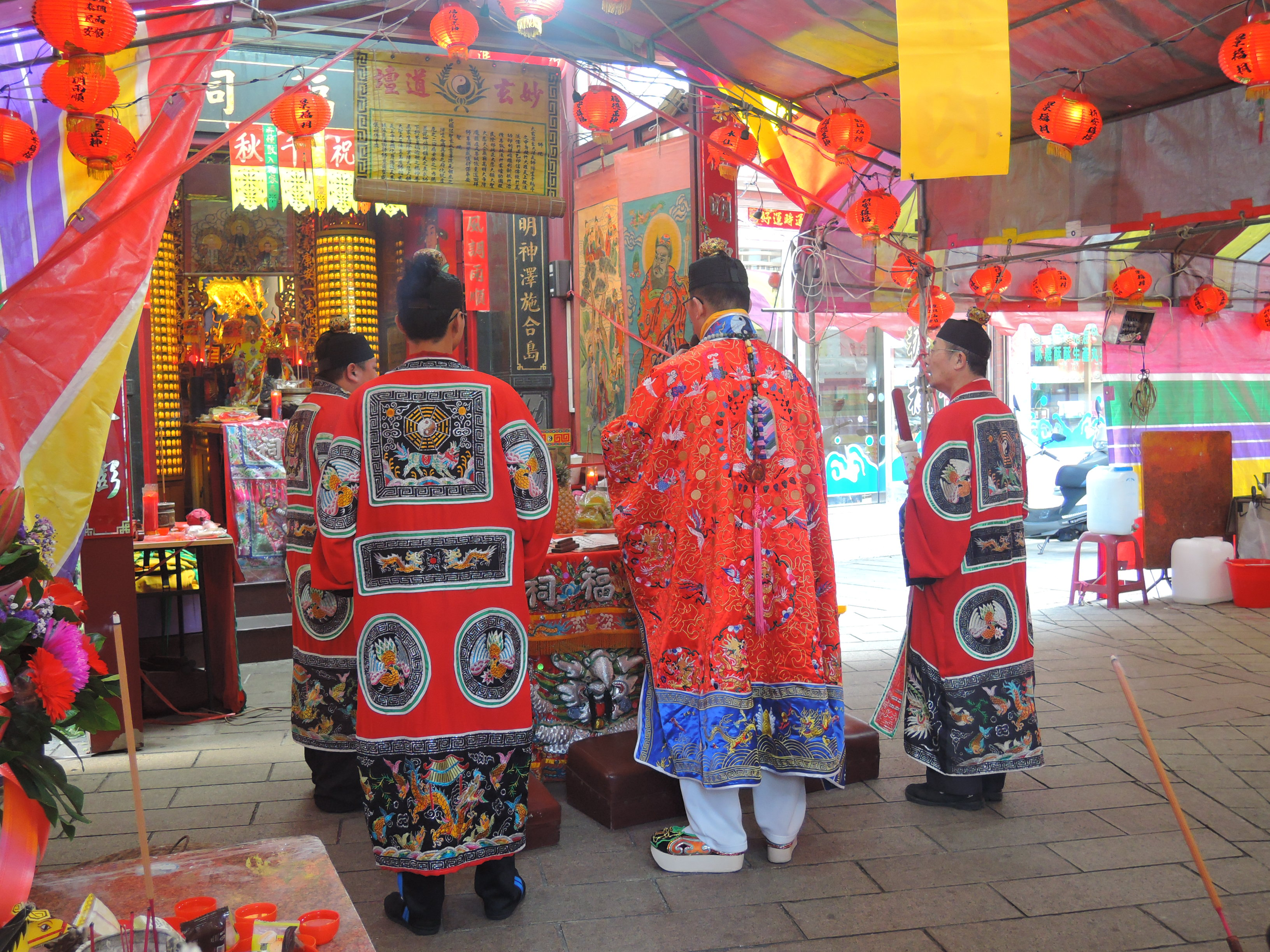
建醮儀式（土地公生）